# Mitologia galega
A mitologia galega é o conjunto de mitos mais ou menos relacionados (ou mesmo sem ligações entre si), relatos que fazem parte da cultura do povo galego, através do discurso oral, da narração ou de expressões culturais de origem sagrada e que posteriormente foram secularizados e tratados como discursos relativos a esta cultura, a uma época concreta ou a uma série de crenças de carácter imaginário.

## Descrição
Os mitos são relatos baseados na tradição e na lenda criados para explicar o universo, a origem do mundo, os fenómenos naturais e qualquer outra coisa para a qual não houvesse uma explicação simples.
Porém, nem todos os mitos têmn de ter este propósito explicativo. A maioria deles está relacionada com uma força natural ou uma divindade, mas muitos são simplesmente histórias e lendas que se foram transmitindo oralmente de geração em geração.

## Imagens

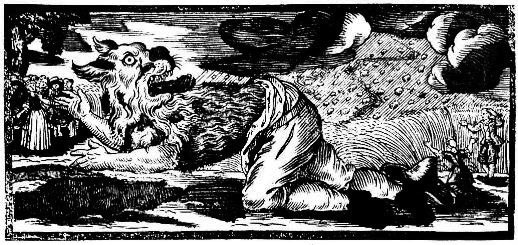
Representação alemã de lobisomem, de 1722
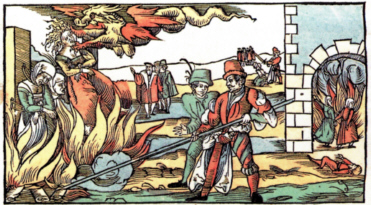
Queima de bruxas
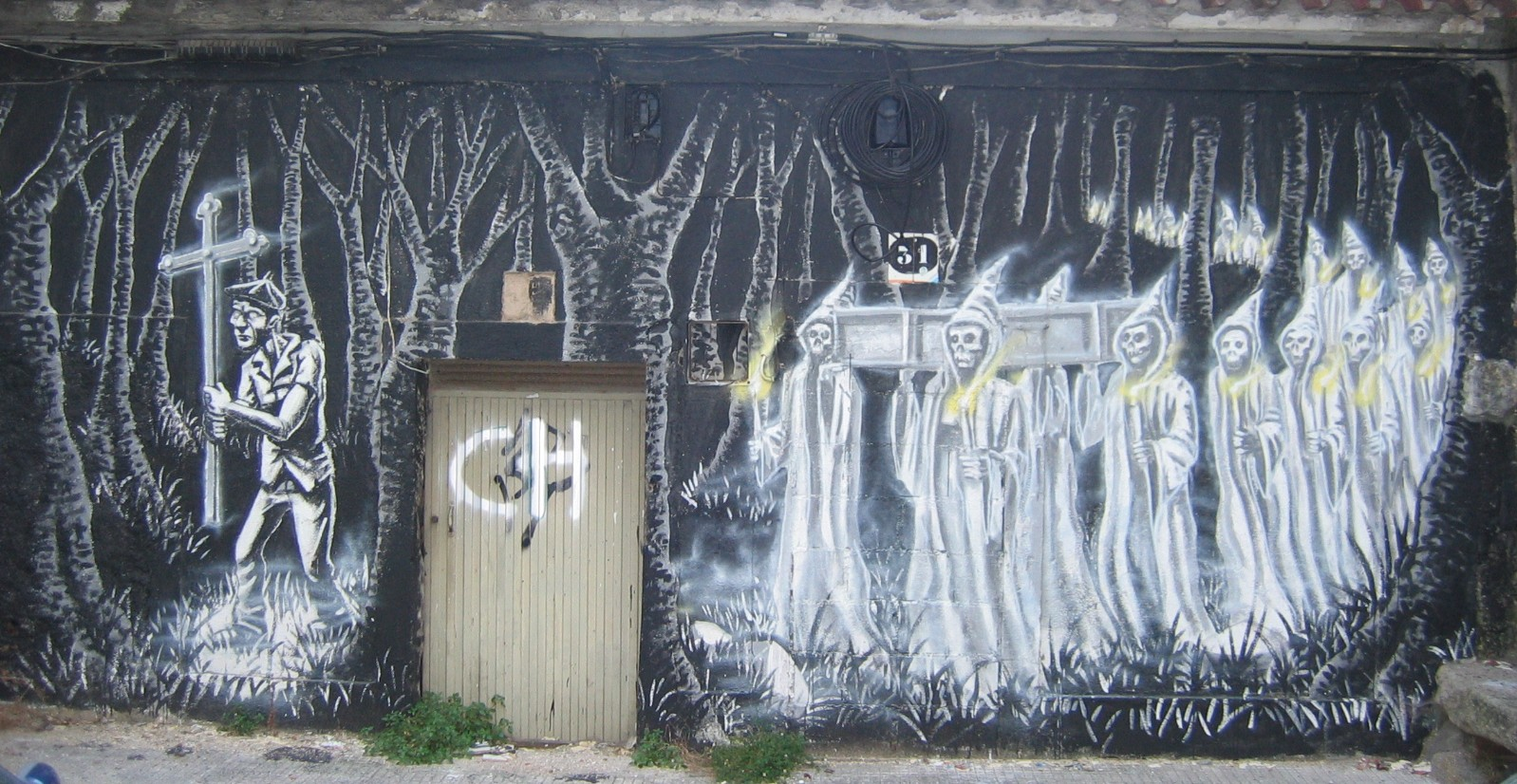
Representação da Santa Companha num graffiti em Pontevedra.